# Anil Gupta
Anil K. Gupta (/ˈɡʊptə/ ; nascido em 1949) é um filósofo indiano-americano que trabalha principalmente com lógica, epistemologia, filosofia da linguagem, e metafísica. Gupta detém a cadeira de Ilustre Professor de Filosofia Alan Ross Anderson da Universidade de Pittsburgh. Ele também é membro da Academia Americana de Artes e Ciências . Seu livro mais recente, Conscious Experience: A Logical Inquiry, foi publicado pela Harvard University Press em 2019.

## Biografia
Gupta obteve seu B.Sc. com honras de primeira classe da Universidade de Londres em 1969. Ele então frequentou a Universidade de Pittsburgh, onde recebeu seu M.A. (1973) e Ph.D. (1977). Gupta lecionou em várias universidades: McGill University (1975-1982), University of Illinois at Chicago (1982-1989), Indiana University (1989-2000). Em 2001, Gupta ingressou no Departamento de Filosofia da Universidade de Pittsburgh, onde atuou como Ilustre Professor de Filosofia e, desde 2013, na cadeira Alan Ross Anderson.

## Teoria da revisão
Gupta desenvolveu uma versão inicial da teoria da revisão da verdade. Mais tarde, ele generalizou isso para uma teoria de definições circulares e interdependentes. Este trabalho foi desenvolvido posteriormente, resultando no livro The Revision Theory of Truth, co-escrito com Nuel Belnap .
A teoria da revisão é uma teoria semântica da verdade que combina um predicado de verdade irrestrito com a lógica clássica. A teoria da revisão considera a verdade um conceito circular, definido pelos bicondicionais de Tarski,
'A' é verdadeiro se e somente se A,
e o interpreta de uma nova maneira. Em vez de interpretar o predicado verdade por meio de uma única extensão, como é feito com predicados não-circulares, a teoria da revisão o interpreta por meio de um processo de revisão. O processo de revisão é uma coleção de sequências de revisão que resultam quando hipóteses arbitrárias sobre a interpretação da verdade são revisadas usando uma regra fornecida pelos bicondicionais de Tarski. No processo de revisão, sentenças problemáticas como a Mentirosa (“esta mesma sentença não é verdadeira”) não se estabelecem em um valor de verdade definido. Notavelmente, entretanto, sentenças comuns não problemáticas recebem um valor de verdade definido. Se os tipos problemáticos de referência cruzada forem eliminados da linguagem, o processo de revisão convergirá para um ponto fixo.
Gupta aplicou a teoria da revisão à escolha racional na teoria dos jogos, com base no trabalho de André Chapuis.
Gupta aplicou recentemente as idéias informais da teoria da revisão a problemas que surgem na filosofia da percepção.

## Experiência e empirismo reformado
Em Empiricism and Experience, Gupta propõe uma nova explicação empirista da relação lógica entre experiência perceptiva e conhecimento.
O problema que Gupta aborda é explicar o papel da experiência em tornar racionais nossos pontos de vista e, em particular, julgamentos perceptivos. A proposta de Gupta é que o dado na experiência é hipotético. Em vez de fornecer julgamentos perceptivos com racionalidade categórica, a experiência confere a esses julgamentos uma racionalidade condicional. Uma experiência perceptiva, de acordo com Gupta, torna o julgamento de um sujeito racional se a visão anterior do sujeito for racional. Uma visão antecedente é a coleção de crenças, concepções e conceitos que o sujeito de uma experiência traz para a experiência.
Gupta usa a noção do hipotético dado para construir um empirismo reformado. Ele argumenta que esse empirismo tem vantagens significativas sobre as versões tradicionais da visão. Entre outras características, o empirismo de Gupta não requer a aceitação de um anti-realismo sobre o senso comum e objetos teóricos, e não se baseia na distinção sintético-analítica para fazer qualquer trabalho substantivo. Finalmente, Gupta argumenta que seu empirismo reformado incorpora componentes plausíveis de fundacionalismo e coerentismo.

## Publicações selecionadas
- Modal Logic and Truth (1978). Journal of Philosophical Logic 7 (1): 441–472.
- The Logic of Common Nouns: An Investigation in Quantified Modal Logic (1980). Yale University Press.
- Truth and Paradox (1982) . Journal of Philosophical Logic 11: 1-60.
- O significado da verdade (1987). Em Ernest Lepore (ed. ), Novos rumos na semântica . Academic Press 453–480.
- Observações sobre as definições e o conceito de verdade (1988). Proceedings of the Aristotelian Society 89: 227–246.
- The Revision Theory of Truth (escrita com Nuel Belnap) (1993). MIT Press.[15]
- Minimalism (1993) . Perspectivas Filosóficas 7: 359-369
- Empiricism and Experience (2006). Imprensa da Universidade de Oxford.[16]
- Equivalência, confiabilidade e convergência: respostas a McDowell, Peacocke e Neta (2009) . Philosophy and Phenomenological Research 79: 490–508.
- Verdade, Significado, Experiência (2011). Imprensa da Universidade de Oxford.[17]
- An Account of Conscious Experience (2012). Analytic Philosophy 53: 1-29.
- A relação da experiência com o pensamento (2013). The Monist 96 (2): 252-294.
- Experiência Consciente: Uma Investigação Lógica (2019). Harvard University Press.